# محاكمة أمام هيئة محلفين

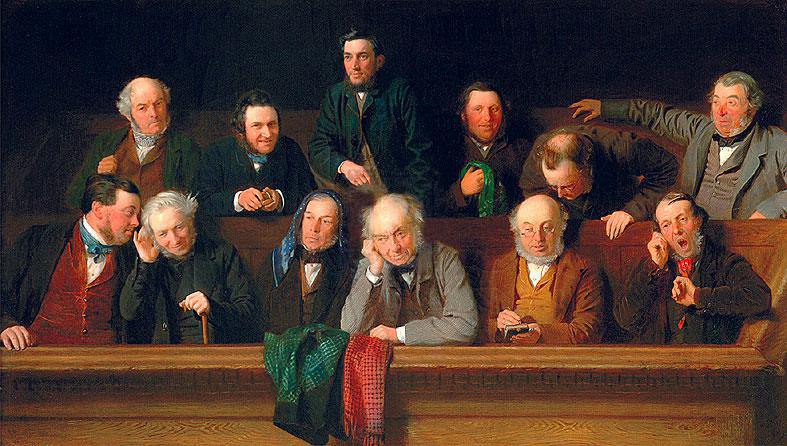
هيئة المحلفين (1861) بواسطة جون مورغان، متحف مقاطعة باكينجهامشاير

المحاكمة أمام هيئة محلفين هو إجراء قانوني تتخذ فيه هيئة من المحلفين قرارًا أو تبت في وقائع قضية ما. تختلف المحاكمة أمام هيئة المحلفين عن المحاكمة القضائية في أن مهمة اتخاذ جميع القرارات في النوع الثاني تقع على عاتق قاضٍ أو هيئة تحكيم.
تُستعمل المحاكمات أمام هيئة المحلفين في عدد كبير من القضايا الجنائية الهامة ضمن العديد من الأنظمة القضائية العاملة بالقانون العام ولكن ليس في جميعها. أوقفت غالبية الولايات القضائية المعتمدة على القانون العام في آسيا (على غرار سنغافورة وباكستان والهند وماليزيا) العمل بالمحاكمات أمام هيئة المحلفين ارتكازًا على اعتبار أن هيئات المحلفين معرضة لخطر الانحياز. كذلك أدخِلت هيئات المحلفين أو القضاة غير المؤهلين على الأنظمة القانونية في العديد من البلدان العاملة بالقانون المدني ضمن مجال القضايا الجنائية. تعد الولايات المتحدة البلد الوحيد الذي يلجأ إلى استعمال المحاكمات أمام هيئة المحلفين في مجموعة واسعة من القضايا غير الجنائية بشكل روتيني. يقتصر استعمال هذا النوع من المحاكمات على فئة مختارة من القضايا في عدد من الولايات القضائية الأخرى التي تطبق القانون العام. تشكل هذه القضايا نسبة ضئيلة من مجموع الدعاوى المدنية المرفوعة (مثل دعاوى الادعاء الكيدي والسجن التعسفي في إنجلترا وويلز)، ولكن تعد المحاكمات أمام هيئة المحلفين في الولايات العاملة بالقانون المدني شبه معدومة في باقي أنحاء العالم. ومع ذلك، تملك بعض الولايات القضائية العاملة بالقانون المدني هيئات تحكيمية يتولى أعضائها غير المؤهلين في المجال القانوني البت في قضايا تشمل عددًا مختارًا من المواضيع المنوطة بمجالات خبرة أعضاء هيئة التحكيم.
تَرك استعمال المحاكمات أمام هيئة المحلفين التي تطورت ضمن الأنظمة العاملة بالقانون العام -على خلاف تلك العاملة بالقانون المدني- أثرًا عميقًا على طبيعة الإجراءات المدنية الأمريكية والقواعد الإجرائية الجنائية حتى عند التفكير في اللجوء إلى المحاكمات القضائية في قضية ما. ومن ناحية عامة، أدى توافر هذا النوع من المحاكمات (عند الاستعانة بها وفقًا للأصول) إلى فتح الباب أمام نظام يتركز تقصي وقائع القضية ضمن جلسة محاكمة واحدة ويُستغنى فيه عن جلسات الاستماع المتعددة، وذلك بالإضافة إلى الحد من المراجعات الاستئنافية للقرارات الصادرة عن المحكمة بشكل كبير. تحظى المحاكمات أمام هيئات المحلفين بأهمية ضئيلة (أو أهمية معدومة) في البلدان التي تعتمد نظمًا قانونية مختلفة عن القانون العام.

## المحاكمة أمام هيئة محلفين في بلدان مختلفة

### الأرجنتين
تعد الأرجنتين واحدة من البلدان القليلة في أمريكا اللاتينية التي تطبق نظامًا للمحاكمة أمام هيئة من المحلفين. اعتمدت الأرجنتين نظام هيئة المحلفين في القضايا الجنائية الهامة بدءًا من شهر نوفمبر في عام 2015، وذلك على الرغم من اتباعها لنظام القانون المدني.

### أستراليا
تنص الفقرة رقم 80 من الدستور الأسترالي على الآتي: «يجب أن تجري المحاكمة المفضية إلى توجيه تهم في أي جريمة ترتكب ضد أي قانون من قوانين الكومنولث أمام هيئة من المحلفين وينبغي إجراء هذه المحاكمة في الولاية التي ارتكبت فيها الجريمة، وتقام المحاكمة في المكان أو الأماكن التي يحددها البرلمان في حال عدم ارتكاب الجريمة في أي ولاية».

### بلجيكا
تتشابه بلجيكا مع عدد من الولايات القضائية الأوروبية المعتمدة للقانون المدني في أنها تحتفظ بنظام المحاكمة أمام هيئة من المحلفين عن طريق محكمة الجنايات العليا، وذلك عند النظر في القضايا الجنائية الهامة والجرائم السياسية والجنح الإعلامية (باستثناء تلك المرتكبة بدافع العنصرية أو رهاب الأجانب) والجرائم المخلة بالقانون الدولي مثل الإبادة الجماعية والجرائم ضد الإنسانية.

### كندا
يكفل الدستور حق الشخص في الحصول على محاكمة أمام هيئة محلفين لجميع الجرائم التي يعاقب عليها القانون بالسجن لمدة لا تقل عن خمس سنوات بموجب ما ينص عليه القانون الكندي. كذلك ينص القانون الجنائي على تمتع الفرد بحق الحصول على محاكمة أمام هيئة محلفين لمعظم الجرائم التي يعاقب القانون عليها ومن جملتها تلك التي يُعاقب عليها بالسجن لمدة تقل عن خمس سنوات. بيد أن الدستور لا يكفل هذا الحق إلا بالنسبة للجرائم التي يعاقب عليها بالسجن لمدة لا تقل عن خمس سنوات. عمومًا، يحق للمتهم اختيار ما إذا أراد إجراء محاكمته تحت إشراف قاضٍ فقط أو قاضٍ وهيئة محلفين، غير أن المحاكمة أمام هيئة محلفين تعد أمرًا إلزاميًا في معظم الجرائم الجنائية الصارخة على غرار القتل والخيانة وترهيب البرلمان وإثارة التمرد والتحريض على الفتنة والقرصنة، ولا يستغنى عنها إلا في حال موافقة الادعاء على إجراء محاكمة قضائية.

### فرنسا
يحق للمدعى عليه في فرنسا الحصول على محاكمة أمام هيئة محلفين فقط عند محاكمته بتهمة ارتكاب جناية (جريمة بالفرنسية). تشمل الجرائم جميع الجنح التي يعاقب عليها القانون بالسجن لمدة لا تقل عن عشر سنوات (للأشخاص الطبيعيين) أو غرامة مالية قدرها 75 ألف يورو (للأشخاص الاعتباريين). تعد محكمة الجنايات العليا المحكمة الوحيدة التي تستعين بهيئة محلفين في محاكماتها. تتألف المحكمة من ثلاثة قضاة محترفين وستة أو تسعة محلفين (عند الاستئناف). يحتاج قرار الإدانة إلى غالبية بمقدار الثلثين (أربعة أو ستة أصوات).

### اليونان
تحتفظ اليونان -وهو البلد الذي نشأ فيه مفهوم المحاكمة أمام هيئة محلفين- بشكلٍ غير معهود من هذه المحاكمات. ينص كل من دستور اليونان وقانون الإجراءات الجنائية على وقوع مهمة إجراء محاكمات الجنايات على عاتق «محكمة مختلطة» تتألف من ثلاثة قضاة محترفين ومن بينهم رئيس المحكمة وأربعة قضاة غير محترفين مكلفين بالبت في وقائع القضية وتحديد العقوبة المناسبة عند الإدانة. تستثنى بعض الجنايات مثل الإرهاب من اختصاص «المحاكم المختلطة» بحكم طبيعتها وتحاكم أمام محاكم الاستئناف من الدرجتين الأولى والثانية.

### جبل طارق
يحتفظ جبل طارق بنظام المحاكمة أمام هيئة محلفين بصورة مماثلة لتلك الموجودة في إنجلترا وويلز، وذلك نظرًا لكونه من الولايات القضائية العاملة بالقانون العام. يكمن الاختلاف الوحيد في أن هيئة المحلفين تتألف من تسعة أشخاص بدلًا من اثني عشر شخصًا.

### هونغ كونغ
تتمتع هونغ كونغ بنظام قانوني قائم على القانون العام نظرًا لكونها مستعمرة بريطانية سابقة. تنص المادة رقم 86 من قانون هونغ كونغ الأساسي الذي دخل حيز التنفيذ عقب نقل سيادة هونغ كونغ من بريطانيا إلى الصين في يوم 1 يوليو عام 1997 على الآتي: «استمرار العمل بمبدأ المحاكمة أمام هيئة محلفين والذي سبق ممارسته في هونغ كونغ».
تستعين محكمة العدل العليا بهيئة محلفين في المحاكمات الجنائية. تتألف هيئة المحلفين بشكل عام من سبعة أعضاء يمكنهم إصدار حكم استنادًا على رأي الغالبية البالغ حده خمسة أصوات أو أكثر.
لا يحصل المتهم على محاكمة أمام هيئة محلفين في المحكمة الجزئية والتي يخولها القانون من فرض عقوبة تصل إلى السجن لمدة سبع سنوات. وهذا على الرغم من احتواء جميع قاعات المحكمة الجزئية على أركان خاصة بهيئة المحلفين. تعرض غياب هيئات المحلفين عن محكمة المقاطعة لانتقادات حادة. عقب المستشار القانوني الأول كلايف غروسمان حول الأمر في عام 2009 قائلًا إن معدلات الإدانة «أصبحت تدنو من تلك الموجودة في كوريا الشمالية».
تفضل السلطات ملاحقة العديد من القضايا التجارية المعقدة في المحكمة الجزئية بدلًا من عرضها على هيئة محلفين في محكمة العدل العليا. خسرت الرئيسة السابقة لغرفة تجارة هونغ كونغ ليلي تشيانغ طلبًا بنقل قضيتها من المحكمة الجزئية إلى محكمة العدل العليا بهدف الحصول على محاكمة أمام هيئة من المحلفين في عام 2009. حكم القاضي رايت من المحكمة الابتدائية بعدم وجود حق مطلق يضمن للمتهم الحصول على محاكمة أمام هيئة محلفين وأن «القرار بشأن ما إذا كان يجدر عرض أي جريمة خطيرة على قاضٍ وهيئة محلفين في المحكمة الابتدائية أو على قاضٍ في المحكمة الجزئية هو مسألة من اختصاص وزير العدل».